# BBL-pijpleiding
BBL Company (Bacton Balgzand Line) is op 9 juli 2004 opgericht met het doel een pijplijn voor het vervoer van aardgas aan te leggen en te exploiteren. De bouw heeft circa twee jaar geduurd en op 1 december 2006 werd de BBL-pijplijn in gebruik genomen. De leiding ligt op de bodem van de Noordzee tussen Balgzand, bij Den Helder, en Bacton in Engeland. 
BBL Company had drie aandeelhouders, namelijk de Nederlandse Gasunie met 60% van de aandelen, Fluxys en Uniper (beide met een belang van 20%). Op 15 mei 2023 heeft Uniper het belang verkocht aan de twee andere aandeelhouders.

## Reden voor de aanleg

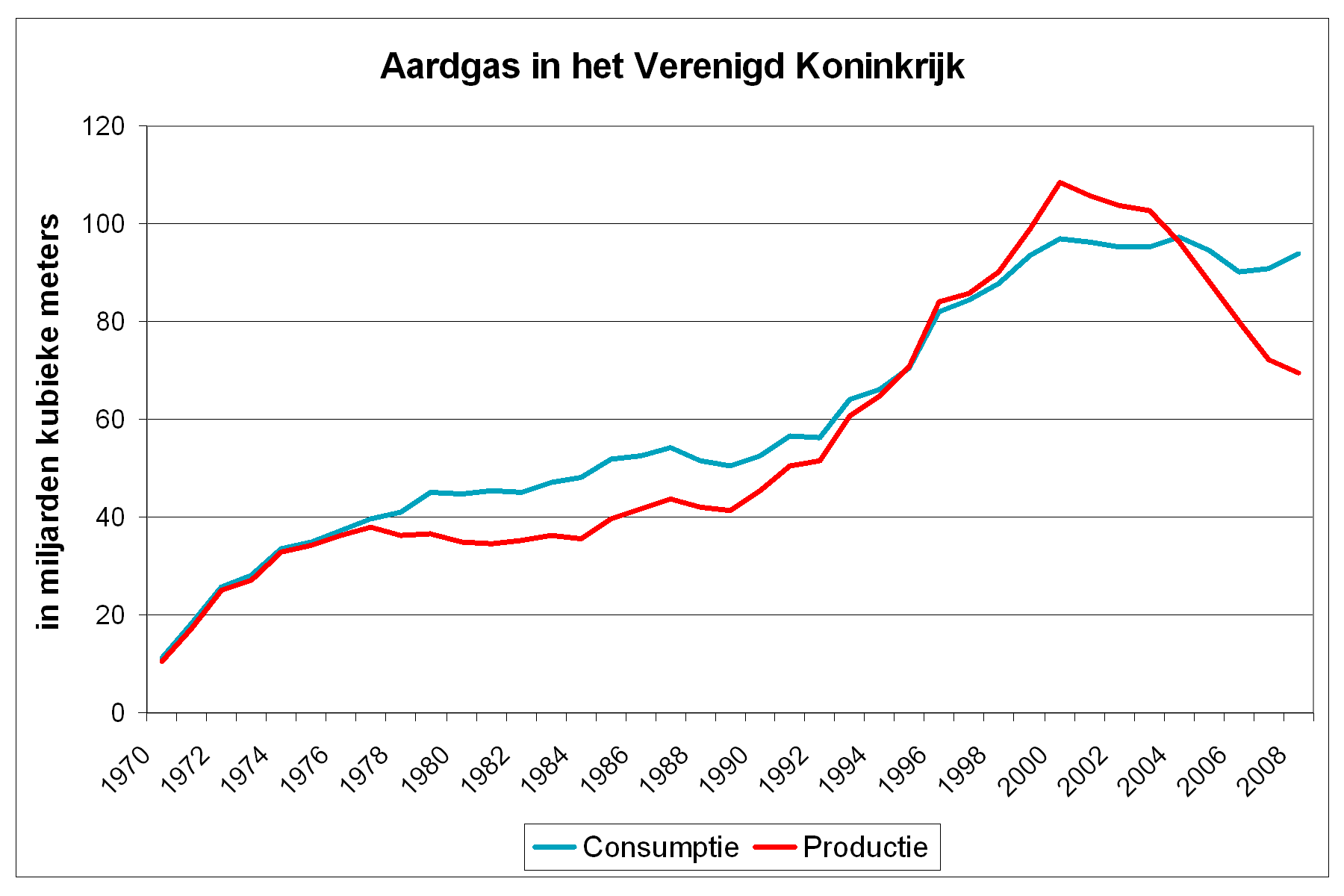
Aardgasproductie en -consumptie in het Verenigd Koninkrijk. Bron BP

Het Verenigd Koninkrijk heeft vele decennia geprofiteerd van de grote aardgas- en aardolievondsten op de Noordzee. De productie van de aardgasvelden heeft in 2001 een piek bereikt en sindsdien daalt de eigen productie van aardgas.
Het binnenlands verbruik van aardgas ligt op ongeveer 100 miljard kubieke meter op jaarbasis. Het Verenigd Koninkrijk zal meer gas moeten importeren; het aandeel van importgas dekte in 2011 al ca. 50% van de behoefte en dit zal stijgen tot ongeveer twee derde in 2018. Voor de aanleg van de BBL-pijplijn werd al gas geïmporteerd via pijpleidingen uit België (via de Interconnector UK) en het Noorse deel van de Noordzee. De pijplijn vanuit Balgzand is hierop een belangrijke aanvulling. Via deze pijplijn kan per jaar 15 miljard m3 gas worden getransporteerd, hetgeen gelijkstaat aan 15% van de Engelse gasconsumptie. Naast de gasleidingen heeft het land ook geïnvesteerd in lng-terminals, waar het vloeibare gas in tankschepen naartoe wordt vervoerd, om de afhankelijkheid van gas uit continentaal Europa te verminderen.

## Technische details
De BBL-pijplijn ligt tussen Balgzand en Bacton en heeft een lengte van 230 kilometer. De stalen pijp heeft een diameter van 91 centimeter (36 inch) waardoor per dag 42 miljoen m3 gas kan stromen. Aan de Nederlandse kant is een compressorstation gebouwd in de Anna Paulownapolder. Hier staan drie compressoren opgesteld, waarvan één compressor als reserve dient (in 2010 is begonnen met de bouw van een vierde compressor unit). Het gas stroomt voornamelijk van Nederland naar het Verenigd Koninkrijk waardoor aan die kant geen compressoren staan opgesteld. Bij Bacton staan vooral installaties voor het meten van de kwaliteit en kwantiteit van het gas dat via de pijplijn wordt aangevoerd. De kosten van dit project bedroegen 500 miljoen euro.
In 2010 heeft BBL de zogenaamde Interruptible Reverse Flow Services (IRFS) in de markt gezet. Hierdoor wordt het mogelijk aardgas volumes te contracteren van het Verenigd Koninkrijk naar Balgzand. Vanaf 1 oktober 2010 was deze dienst voor de afschakelbare omgekeerde gasstroom formeel beschikbaar.
Op 15 april 2011 werd een vierde compressor in Nederland in gebruik genomen. Met deze extra capaciteit kan een additionele 3,2 miljard m3 gas naar het Verenigd Koninkrijk worden getransporteerd.

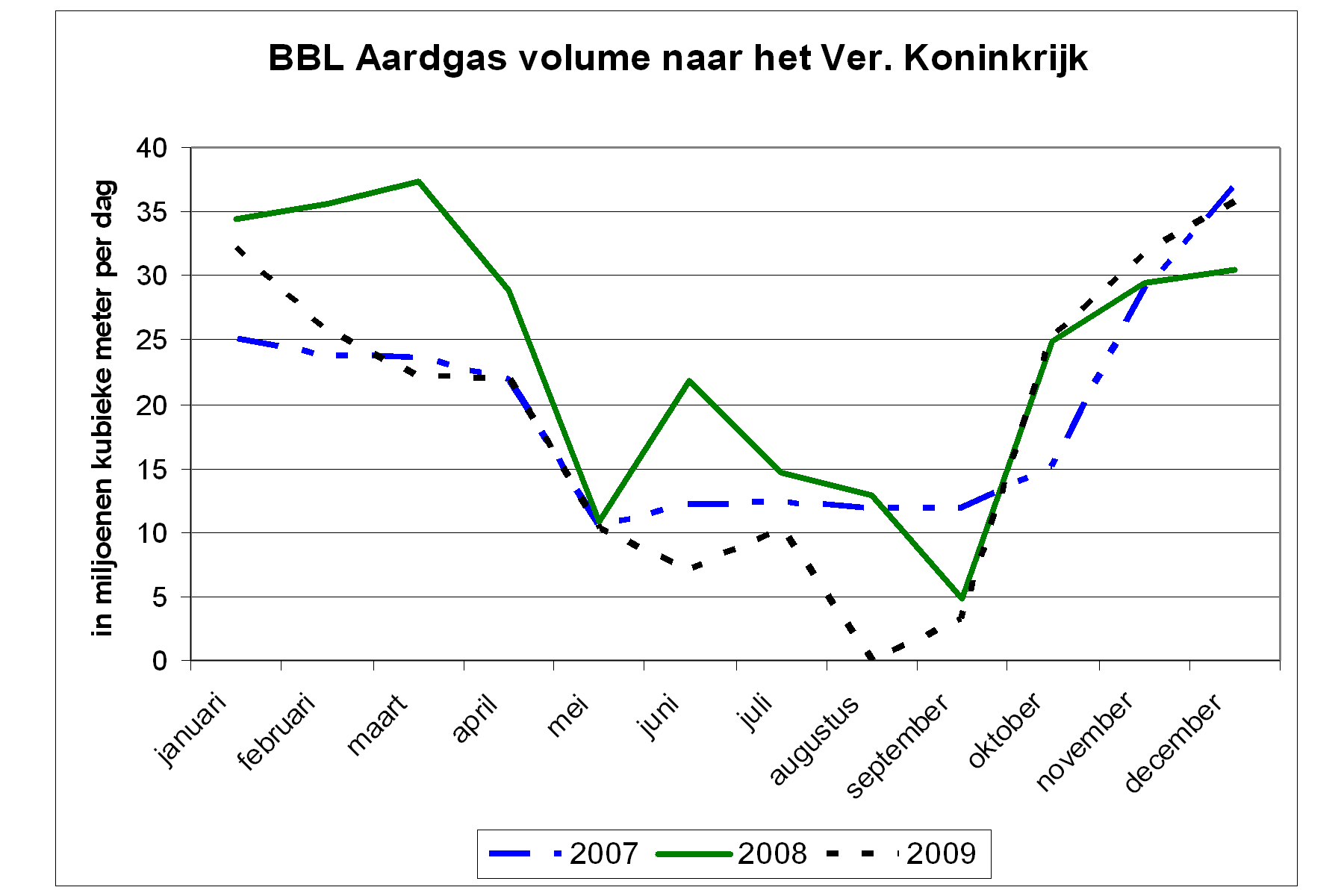
Transport van gas door de BBL-pijplijn naar het Verenigd Koninkrijk. Bron: National Grid

In de onderstaande figuur een overzicht van de jaarlijkse hoeveelheid getransporteerd gas door de BBL-pijplijn:
| Omschrijving                   | 2008 | 2009 | 2010 | 2011 |
| ------------------------------ | ---- | ---- | ---- | ---- |
| Vervoerd gas (in miljarden m3) | 9,3  | 7,1  | 9,0  | 6,4  |